# Transmartinique
La Transmartinique est un ultra-trail couru chaque année en Martinique. 1ère édition en 2007 sous l'appellation "raid manikou", vainqueurs Laurence Maurin en féminine et Christophe Jacquerod en masculin. Cet ultra trail est organisé depuis par le Club Manikou.  